# Hemigrammus micropterus
Hemigrammus micropterus är en fiskart som beskrevs av Meek, 1907. Hemigrammus micropterus ingår i släktet Hemigrammus och familjen Characidae. Inga underarter finns listade i Catalogue of Life.